# 岩倉道倶

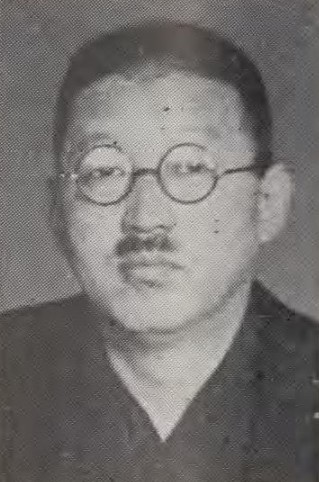
岩倉道倶

岩倉 道倶（いわくら みちとも、1881年（明治14年）5月29日 - 1946年（昭和21年）10月9日）は、日本の華族。貴族院男爵議員。

## 経歴
1881年岩倉具視の四男として生まれる。1896年分家して、同年12月3日、父の勲功により男爵を叙爵。学習院を経て、東京帝国大学文科大学修了。1909年欧米視察。1911年7月10日、貴族院議員となる。福徳生命保険、大成漁業各取締役、十五銀行監査役。1932年以降米穀対策調査会、石油業委員会、液体燃料委員会、帝国石油、台湾拓殖、樺太開発その他各設立委員、川崎造船所、千代田火災保険各取締役を務め、翼賛政治会常任総務を歴任した。
戦後の1946年5月8日に貴族院男爵議員を辞職し、その後公職追放となり、間もなく死去した。

## 栄典
- 1914年（大正3年）7月10日 - 従四位[11]

## 親族
- 妻：裕子（青山寛五女、澤宣元養女）[1]
- 長男：泰倶（陸軍主計大尉）[1]
- 二女：直子（難波経一夫人）[1]